# Daniel Figueiredo
Daniel Figueiredo é um empresário, compositor, instrumentista e produtor musical brasileiro. Figueiredo produz trilhas sonoras na RecordTV e MJC Music com sucessos na teledramaturgia de temas épicos, além de produzir várias aberturas para programas de televisão.
Daniel participou de inúmeros trabalhos com grandes estrelas da música, tendo diversos álbuns indicados ao Grammy Latino. Ele trabalhou no álbum “Fruto de Amor”, da cantora Aline Barros, eleito Melhor Álbum de Música Cristã e “Nosso Samba Tá Na Rua”, de Beth Carvalho, que venceu na categoria Melhor Álbum de Samba/Pagode. Ele assinou a produção musical de muitas telenovelas e seriados da RecordTV, como Os Dez Mandamentos, O Rico e Lázaro, Apocalipse, Jesus, Jezabel, Vidas Opostas, A Lei e o Crime, José do Egito, Gênesis e Reis. No cinema, além do filme Os Dez Mandamentos, Daniel trabalhou para o mercado americano, nos filmes Transmigration e The Heartbreaker e no teatro, assinou a trilha de algumas peças como “Apaixonados” de Tiago Santiago.
Daniel é proprietário da UP-RIGHTS, empresa pioneira na administração de direitos autorais, que tem como clientes artistas como Jane Duboc, Beth Carvalho, Latino e muitos outros. Ele também é sócio-proprietário das empresas MusicSolution e Starling Academy of Music, além de ser endorser das marcas PRS Guitars (EUA), PreSonus (EUA), Native Instruments (Alemanha) Blueberry (Canadá) e Wire Conex (Brasil).
Figueiredo foi o primeiro produtor musical a lançar um aplicativo próprio para smartphones. O app, que leva seu nome, está disponível na App Store e no Google Play; e permite que os usuários tenham acesso à conteúdos exclusivos, incluindo a maioria das músicas criadas por ele.
Figueiredo foi considerado duas vezes como melhor produtor musical do ano no prêmio “Profissão entretenimento” (2015 e 2016) e foi vencedor na categoria “Produtor de Trilhas Sonoras para TV e Cinema” no Prêmio Profissionais da Música, em 2018.